# かけあうつきひ
『かけあうつきひ』は、福井セイによる日本の漫画作品。『週刊少年サンデー』（小学館）にて、2021年24号から2022年32号まで連載された。福井にとって3作目となる単行本化作品である。

## あらすじ
有戸月と上狛陽は東京の格安アパート六畳一間で共同生活をしながら、漫才師を目指して下積みの日々を送っていた。

## 登場人物
有戸月（ありと つき）
陽と共に漫才コンビ「400倍」を組む、黒髪ぱっつんの18歳の少女。漫才内での立ち位置はボケ。山梨県出身。日々の暮らしでたびたびボケては陽にツッコミを入れられている。アルバイト先は雀荘。人にはない視点を持っており、養成所の講師からも才能があると評されるほど。
上狛陽（かみこま よう）
月と共に漫才コンビ「400倍」を組む、金髪ロングの19歳の少女。漫才内での立ち位置はツッコミ。大阪府出身で、関西弁を話す。アルバイト先のコンビニではテキパキ仕事をこなし、後輩や店長からも頼りにされている。
中学2年生のときに父親の仕事の関係で山梨の学校に転校し、そこで月と出会う。月と関わっていくうちに彼女の面白さに惹かれていき、月をお笑いの道に誘った。

## 用語
済々荘（せいせいそう）
月と陽が住んでいる築50年のアパート。
越本総合芸能学院（こしもとそうごうげいのうがくいん）
日本最高峰のお笑い養成所。通称は「KSC」。
カンパニーエイトスクール
月と陽が通っている弱小のお笑い養成所。月たちを含めた計12人が15期生として通っている。

## 評価
本作の連載が開始されると、読者からは「掛け合いが面白い」「ほのぼのする」などの声があがった。
2022年には「全国書店員が選んだおすすめコミック 2022」のスピンオフ企画「出版社コミック担当が選んだおすすめコミック 2022」で5位に選出。選定員の一人からは「日常会話でもずっとボケとツッコミが繰り広げられていて、癒されるだけじゃなくクスっと笑える面白さもある」などと評された。

## 書誌情報
アニメイトとメロンブックスでは、単行本の購入特典として描き下ろしのペーパーが用意された。
- 福井セイ『かけあうつきひ』小学館〈少年サンデーコミックス〉、全6巻
  1. 2021年8月18日発売[小 1]、ISBN 978-4-09-850639-2
  2. 2021年11月18日発売[小 2]、ISBN 978-4-09-850724-5
  3. 2022年1月18日発売[小 3]、ISBN 978-4-09-850864-8
  4. 2022年4月18日発売[小 4]、ISBN 978-4-09-851059-7
  5. 2022年6月17日発売[小 5]、ISBN 978-4-09-851153-2
  6. 2022年8月18日発売[小 6]、ISBN 978-4-09-851225-6

### 小学館
以下の出典は小学館内のページ。書誌情報の発売日の出典としている。
1. ↑  “かけあうつきひ 1”.   小学館. 2022年1月30日閲覧。
2. ↑  “かけあうつきひ 2”.   小学館. 2022年1月30日閲覧。
3. ↑  “かけあうつきひ 3”.   小学館. 2022年1月30日閲覧。
4. ↑  “かけあうつきひ 4”.   小学館. 2022年4月18日閲覧。
5. ↑  “かけあうつきひ 5”.   小学館. 2022年6月17日閲覧。
6. ↑  “かけあうつきひ 6”.   小学館. 2022年8月18日閲覧。